# أماندا دو بونت
أماندا دو بونت (بالإنجليزية: Amanda Du-Pont)‏، ولدت في 26 يونيو 1988 هي ممثلة من جنوب أفريقيا. ولدت في إي سواتينيو تقيم حاليا في جنوب أفريقيا. بالإضافة إلى مهنة التمثيل، فهي أيضا مذيعة ومقدمة تلفزيونية، ومعلقة صوتية، ووجه تسويقي للعلامة التجارية MC ، وسيدة أعمال.

## السيرة الذاتية
ولدت أماندا دو بونت في 26 يونيو 1988 في مانزيني في سوازيلاند. هي من أصل برتغالي وصيني وفرنسي وسوازي. ولدت وترعرعت في مانزيني ولكنها انتقلت بعد ذلك إلى مبومالانجا لإنهاء دراستها في كلية أبلاندز Uplands College
.

## الحياة المهنية
لعب أماندا دو بونت دورًا رئيسيا في عمل «بين الأصدقاء Between Friends» عام 2014، وهو دور متكرر في البرنامج التلفزيوني " Skeem Saam" بجنوب أفريقيا، وهي مضيفة في البرنامج التلفزيوني Real Goboza. كما أنها لعبت أدوار بطولة في الدراما، ومتلت الفيلم الروائي Hear Me Move سنة 2015 ·

### ابرز الأفلام
- Loksion Bioskop:Andilalanga (2012)
- Skeem Saam (2014 – present)
- Generations:The Legacy|Generations (2015)
- Hear Me Move (2015)
- Between Friends (2016 – present)
- 10 Days In Sun City (2017)
- "Sharon and Tayron" (2017)

## التعليم
في عام 2011، حصلت دو بونت على درجة البكالوريوس في الآداب من مدرسة جنوب أفريقيا للأفلام السينمائية والأداء المباشر في جوهانسبرج، وبعد عام واحد، تخرجت من أكاديمية نيويورك للأفلام في نيويورك، وحصلت على منحة دراسية كاملة لتفوقها التعليمي.

## الجوائز
في سن الحادية والعشرين، مُنحت جائزة Life Time Achievement من قبل وزارة الفنون والثقافة في سوازيلاند لإنجازاتها المبكرة في السينما والتلفزيون وإبرازها للغة والثقافة السواحلية.

## وصلات خارجية
- أماندا دو بونت على موقع IMDb (الإنجليزية)

- أماندا دو بونت في قاعدة بيانات الأفلام على الإنترنت